# Peristeri
Peristeri (gr. Περιστέρι, wcześniejsze nazwy Peristerio i Peristerion) – miasto w Grecji, w administracji zdecentralizowanej Attyka, w regionie Attyka, w jednostce regionalnej Ateny-Sektor Zachodni. Siedziba i jedyna miejscowość gminy Peristeri.
W 2011 roku liczyło 139 981 mieszkańców. Położone w granicach Wielkich Aten.
Na terenie miasta jest stacja metra Peristeri.

## Miasta partnerskie
- Ruse, Bułgaria
- Jassy, Rumunia